# Parque Nacional Ilhas St. Lawrence
O Parque Nacional Ilhas St. Lawrence é uma pequena área protegida no coração das Ilhas Thousand no Rio São Lourenço, província de Ontário, Canadá. Consiste em 21 ilhotas, entre Kingston e Brockville, e é o menor parque nacional do Canadá, tendo uma área de 9 km². O parque visa proteger a área e a vida selvagem local e, ao mesmo tempo, oferecer recreação, fazendo assim, o parque ser um popular destino turístico. O parque está localizade em uma área rica em biodiversidade e contém várias espécies em risco de extinção. Foi estabelecido em 1904, sendo o primeiro parque nacional ao leste das Montanhas Rochosas. A maior parte do parque é acessível somente de barco.